# Litze (Weberei)

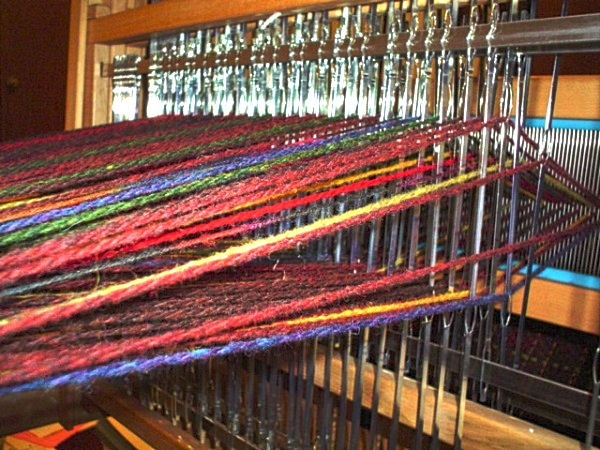
Litzen in zwei Reihen (vorne und hinten). Die Kettfäden (bunt) laufen jeweils durch ein Litzenauge. Im Hintergrund ist der Webkamm zu sehen.

In der Weberei ist eine Litze (auch Helfe genannt) ein Hubelement für jene Kettfäden, mit denen ein Fach gebildet wird. Die Litzen haben in ihrer Mitte ein Öhr, das so genannte Litzenauge (auch Fadenauge, Maillon), durch welches immer nur ein Kettfaden läuft.